# Reakcja Niementowskiego
Reakcja Niementowskiego – reakcja chemiczna syntezy układów chinolinowych, np.:

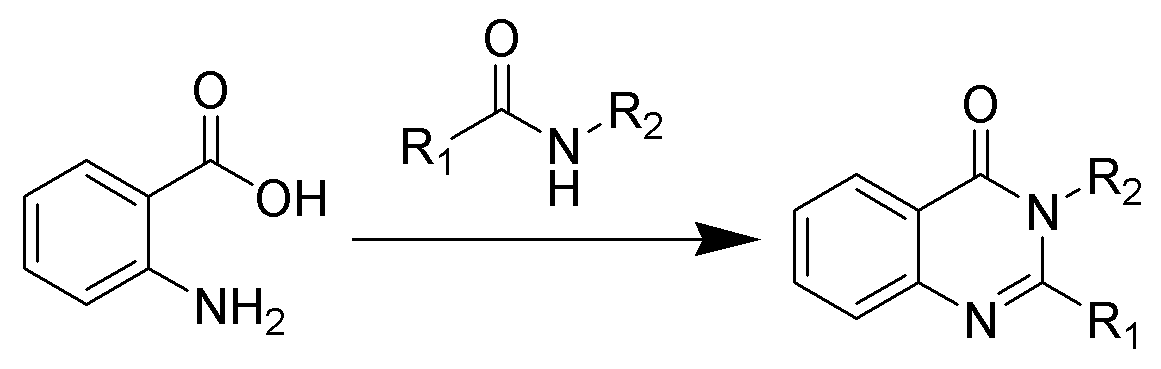
Synteza podstawionej 4-oksochinazoliny z kwasu antranilowego i amidu metodą Niementowskiego

Reakcja została opracowana w 1894 roku przez polskiego chemika Stefana Niementowskiego.
W rzeczywistości znane są dwie reakcje Niementowskiego, jedna prowadząca ze związków karbonylowych do 4-oksochinazolin, druga z amidów do γ-hydroksychinolin. W obu wariantach substratem aromatycznym jest kwas antranilowy, lub ogólniej – aminokwasy aromatyczne.

## Zastosowanie
Reakcja znalazła wiele zastosowań w syntezie związków o potencjalnej aktywności biologicznej zawierających heterocykliczne pierścienie skondensowane. Wykorzystuje się ją m.in. w produkcji leków.